# تالاند باموتوف
تالاند توردوماتویچ باموتوف (به قرقیزی: Талант Турдумамат уулу Мамытов) (زاده ۱۴ مارس ۱۹۷۶) یک سیاستمدار قرقیزستانی است که از سال ۲۰۲۰ تا ۲۰۲۱ به‌عنوان کفیل رئیس‌جمهوری قرقیزستان خدمت کرد.
وی عضو شورای عالی قرقیزستان و معاون جناح جمهوری-آتا ژورت است. او در ۴ نوامبر ۲۰۲۰ پس از استعفای صدر جباروف رئیس موقت این شورا به‌عنوان رئیس شورا انتخاب شد. با توجه به فقدان متصدی منصب ریاست‌جمهوری، رئیس شورا رئیس دولت قرقیزستان به حساب می‌آمد.